# Tour Down Under 2000
Le Tour Down Under 2000 est la deuxième édition du Tour Down Under, course cycliste par étapes qui s'est déroulée du 18 au 23 janvier. 
Cette édition est remportée par le coureur français Gilles Maignan.

## Équipes participantes
| Sun-Smart - Mitsubishi  | Team Deutsche Telekom | Crédit agricole        | Saeco-Valli |
| United Water-AIS        | AG2R Prévoyance       | La Française des jeux  | Team Polti  |
| Mastercard-Jack & Jones | Big Mat-Auber 93      | Linda McCartney Racing | Farm Frites |

## Résultats des étapes
| Nb | Date       | Étape                   | Distance | Vainqueur        | Pays      | Équipe                |
| -- | ---------- | ----------------------- | -------- | ---------------- | --------- | --------------------- |
| 1  | 18 janvier | Adelaide                | 52,2 km  | Koos Moerenhout  | Pays-Bas  | Farm Frites           |
| 2  | 19 janvier | North Adelaide - Goolwa | 152,0 km | Michael Rogers   | Australie | United Water-AIS      |
| 3  | 20 janvier | Glenelg - McLaren Vale  | 149,5 km | Stéphane Bergès  | France    | Big Mat-Auber 93      |
| 4  | 21 janvier | Unley - Modbury         | 136,0 km | Steffen Wesemann | Allemagne | Team Deutsche Telekom |
| 5  | 22 janvier | Gawler - Tanunda        | 156,0 km | Erik Zabel       | Allemagne | Team Deutsche Telekom |
| 6  | 23 janvier | Adelaide                | 96,0 km  | Robbie McEwen    | Australie | Farm Frites           |

## Classement final
| Pos. | Coureur              | Pays        | Temps            |
| ---- | -------------------- | ----------- | ---------------- |
| 1    | Gilles Maignan       | France      | 19 h 02 min 02 s |
| 2    | Stuart O'Grady       | Australie   | + 12 s           |
| 3    | Steffen Wesemann     | Allemagne   | + 14 s           |
| 4    | Ludovic Turpin       | France      | + 18 s           |
| 5    | Sandy Casar          | France      | + 24 s           |
| 6    | Dominique Rault      | France      | + 25 s           |
| 7    | Alexandre Vinokourov | Kazakhstan  | + 28 s           |
| 8    | Matthew Stephens     | Royaume-Uni | + 4 min 11 s     |
| 9    | René Jørgensen       | Danemark    | + 5 min 46 s     |
| 10   | Emmanuel Magnien     | France      | + 10 min 58 s    |

## Classement des étapes
| Pos. | Coureur          | Pays      | Temps           |
| ---- | ---------------- | --------- | --------------- |
| 1    | Koos Moerenhout  | Pays-Bas  | 1 h 06 min 53 s |
| 2    | Graeme Brown     | Australie | m.t.            |
| 3    | Bradley McGee    | Australie | m.t.            |
| 4    | Scott Sunderland | Australie | m.t.            |
| 5    | David McKenzie   | Australie | m.t.            |

| Pos. | Coureur          | Pays      | Temps           |
| ---- | ---------------- | --------- | --------------- |
| 1    | Michael Rogers   | Australie | 3 h 35 min 02 s |
| 2    | René Jørgensen   | Danemark  | m.t.            |
| 3    | Gilles Maignan   | France    | m.t.            |
| 4    | Emmanuel Magnien | France    | + 20 s          |
| 5    | Stuart O'Grady   | Australie | + 20 s          |

| Pos. | Coureur              | Pays      | Temps           |
| ---- | -------------------- | --------- | --------------- |
| 1    | Stéphane Bergès      | France    | 5 h 07 min 46 s |
| 2    | Erik Zabel           | Allemagne | + 1 min 43 s    |
| 3    | Emmanuel Magnien     | France    | + 1 min 43 s    |
| 4    | Maurizio De Pasquale | Italie    | + 1 min 43 s    |
| 5    | Massimiliano Mori    | Italie    | + 1 min 43 s    |

| Pos. | Coureur          | Pays      | Temps           |
| ---- | ---------------- | --------- | --------------- |
| 1    | Steffen Wesemann | Allemagne | 3 h 13 min 02 s |
| 2    | Pascal Hervé     | France    | m.t.            |
| 3    | Stuart O'Grady   | Australie | m.t.            |
| 4    | Ludovic Turpin   | France    | m.t.            |
| 5    | Brad Davidson    | Australie | m.t.            |

| Pos. | Coureur             | Pays      | Temps           |
| ---- | ------------------- | --------- | --------------- |
| 1    | Erik Zabel          | Allemagne | 3 h 41 min 43 s |
| 2    | Massimiliano Mori   | Italie    | + 2 s           |
| 3    | Jacob Moe Rasmussen | Danemark  | + 3 s           |
| 4    | Emmanuel Magnien    | France    | + 3 s           |
| 5    | Allan Davis         | Australie | + 3 s           |

| Pos. | Coureur         | Pays      | Temps           |
| ---- | --------------- | --------- | --------------- |
| 1    | Robbie McEwen   | Australie | 2 h 05 min 17 s |
| 2    | Jaan Kirsipuu   | Estonie   | + 1 s           |
| 3    | Stuart O'Grady  | Australie | + 1 s           |
| 4    | Bradley McGee   | Australie | + 1 s           |
| 5    | Torsten Nitsche | Allemagne | + 1 s           |